# ロン・アンダーウッド
ロン・アンダーウッド（Ronald Brian "Ron" Underwood, 1953年11月6日 - ）は、アメリカ合衆国の映画監督、映画プロデューサー、テレビドラマ監督。カリフォルニア州グレンデール出身。
主にコメディ映画を多く撮っているが、2000年代はテレビドラマの監督が多い。

## 主な作品
- トレマーズ Tremors (1990)
- シティ・スリッカーズ City Slickers (1991)
- 愛が微笑む時 Heart and Souls	(1993)
- 眠れない夜はあなたと Speechless (1994)
- トレマーズ2 Tremors 2: Aftershocks (1996)
- マイティ・ジョー Mighty Joe Young (1998)
- プルート・ナッシュ The Adventures of Pluto Nash(2002)
- Stealing Sinatra (2003)
- Back When We Were Grownups (2004)
- アッシャーのイン・ザ・ミックス In the Mix (2005)
- Santa Baby (2006) テレビ映画
- サンタのいないクリスマス The Year Without a Santa Claus (2006) テレビ映画
- Holiday in Handcuffs (2007) テレビ映画
- Santa Baby 2: Christmas Maybe (2009) テレビ映画
- グレイズ・アナトミー 恋の解剖学 Grey's Anatomy	(2012-2015) テレビドラマ
- ワンス・アポン・ア・タイム Once Upon a Time	(2012-2016) テレビドラマ
- エージェント・オブ・シールド Agents of S.H.I.E.L.D.	(2014-2016) テレビドラマ
- フィアー・ザ・ウォーキング・デッド Fear the Walking Dead (2019-2023) テレビドラマ